# Puerto Tejada
Puerto Tejada è un comune della Colombia facente parte del dipartimento di Cauca.
Il centro abitato venne fondato da Manuel Tejada Sànchez nel 1897.